# 帕爾科伊區

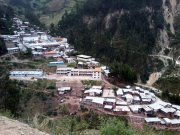

帕爾科伊區（西班牙語：Distrito de Parcoy），是秘魯的一個區，位於該國西北部拉利伯塔德大區的帕塔斯省，面積304.99平方公里，海拔高度3,126米，2005年人口11,920，人口密度每平方公里39人。